# بابيلون أولمبيكو دي بادالونا
بابيلون أولمبيكو دي بادالونا (بالإسبانية: Pabellón Olímpico de Badalona)‏ صالة رياضية مغلقة في مدينة بادالونا في مقاطعة برشلونة إسبانيا، تستخدم غالباً لمنافسات كرة السلة وهي معقل نادي جوفينتوت بادالونا لكرة السلة الذي يلعب في الدوري الإسباني لكرة السلة،أُفتتحت الصالة سنة 1991 وأٌقيمت فيها عدد من مباريات كرة السلة في دورة الألعاب الأولمبية 1992، وتتسع الصالة إلى 12,760 متفرج.